# 一色氏
一色氏是日本的一個氏族，其先為清和源氏的一流河內源氏。一色氏也是足利氏支族的武家。
一色氏之祖為足利泰氏的兒子一色公深，因以三河國吉良莊一色（今愛知縣西尾市一色町）為本貫，故而獲得一色氏的名乘。最初被任命為九州探題，派往筑前，後來回到畿內周邊，取得若狹國、丹後國、伊勢國、志摩國、三河國及尾張國2郡（知多郡、海東郡），成為擁有5國2郡的大守護。又擔任室町幕府侍所的所司，為四職中的筆頭，受到足利將軍家的重用。